# Odiseja (2016.)
Odiseja (francuski izvornik: L'Odyssée), francuski pustolovno-biografski film iz 2016. godine.

## Sažetak
Film o trideset godina poznatog francuskog pustolova, inovatora, istraživača i snimatelja podmorja, zaljubljenika u more i plodna autora dokumentaraca Jacquesa-Yvesa Cousteaua.